# تنغسير (رواية)
تنغسير (بالفارسية : تنگسیر) هي رواية فارسية كتبها كاتب إيراني صادق شوباك. كانت رواية "تنغسير" أول رواية للمؤلف. يروي الكتاب الأعمال البطولية لمقاتلي تنكستان (منطقة قريبة من محافظة بوشهر).

## الشخصيات
- زئير محمد
- شهرو
- كريم حاج حمزة
- محمد غوندي رجب
- آغا علي كاتشال
- أساتور الأرمني
- نايب

## اقتباس الفلم

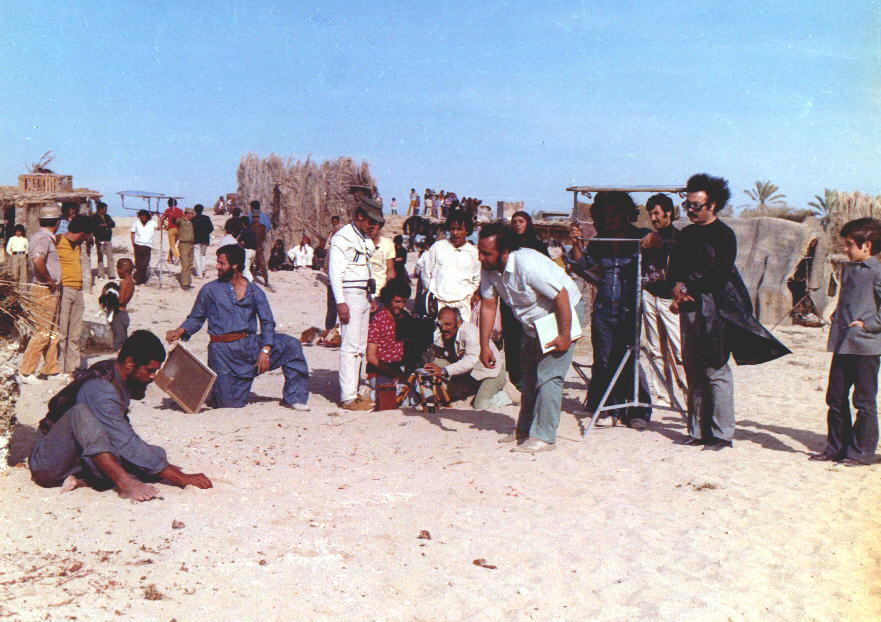
بهروز فوصوغي (يسار) وأمير نادري (مع النص في متناول اليد) خلف كواليس فيلم تنغسير (1974)

في عام 1974، أخرج المخرج الإيراني أمير نادري فلمًا يحمل نفس الاسم [الإنجليزية] استنادًا إلى الرواية. وكان من بين الممثلين بهروز فوسوغي، نوري كسراي، برويز فنيزاده [الإنجليزية]، وعناية بخشي [الإنجليزية].